# Caulinia parviflora
Caulinia parviflora là một loài thực vật có hoa trong họ Hydrocharitaceae. Loài này được (Meisn.) F. Muell. mô tả khoa học đầu tiên năm 1871.